# Наварро Вильослада, Франсиско
Франсиско де Борха Наварро Вильослада (исп. Francisco Navarro Villoslada; 9 октября 1818, Виана — 29 августа 1895, там же) — испанский писатель

, редактор, журналист, политик. Сенатор Испании.

## Биография
Образование получил в Университете Сантьяго-де-Компостела позже в Мадридском университете, где изучал философию, теологию и право.
В начале 1836 года во время Первой карлистской войны служил солдатом в Национальном ополчении. Убеждённый карлист и католик, своими ярыми нападками на Х. Соррилью навлёк на себя в 1869 году тюремное заключение.
Сотрудничал в различных газетах и еженедельниках, работал в качестве редактора газет «El Semanario Pintoresco Español», «El Siglo Pintoresco», «El Español» и «Revista Literaria».

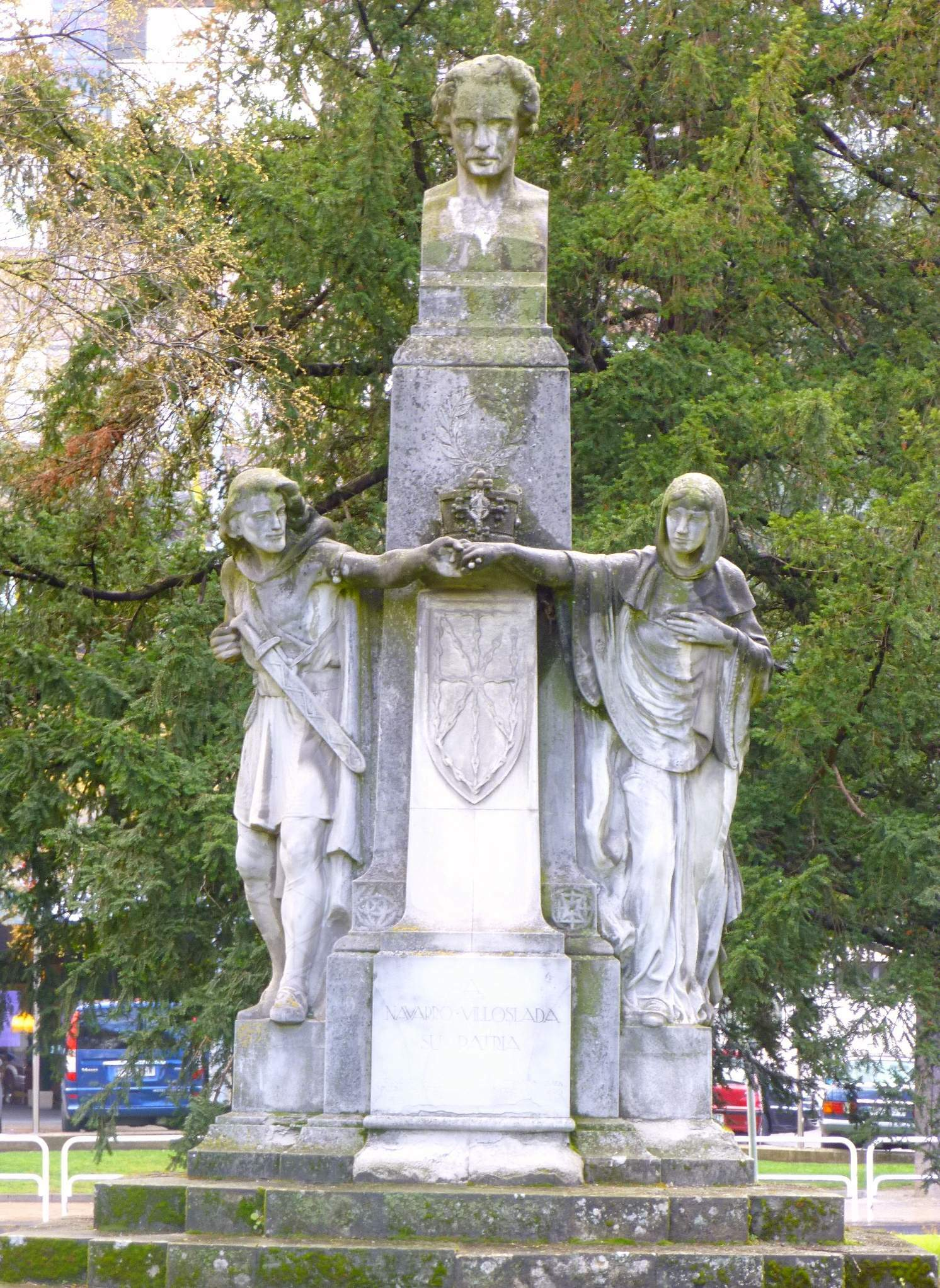
Памятник Ф. Наварро Вильосладе в г. Памплона

Писатель эпохи романтизма. Видный представитель испанского исторического романа в стиле Вальтера Скотта.
Из его произведений наиболее известны исторические романы «Донья Бланка Наваррская», «Донья Уррака Кастильская» и «Амайя, или Баски в VIII веке» (1879); по мотивам последнего Хесус Гуриди написал оперу «Амайя».